# Hacklsberg (Deining)

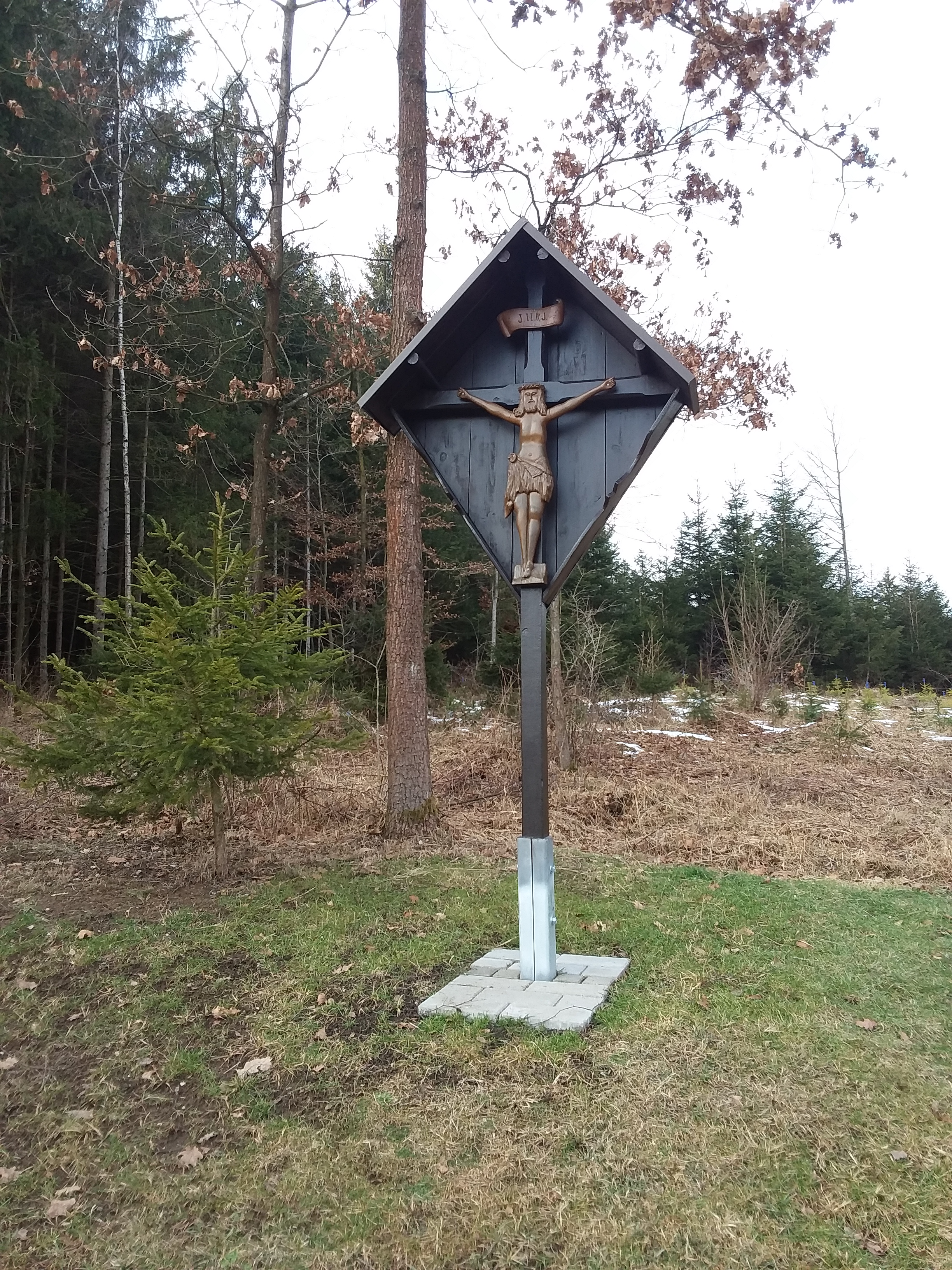
Kreuz an der Stocketstraße

Hacklsberg ist ein Gemeindeteil der Gemeinde Deining im Landkreis Neumarkt in der Oberpfalz in Bayern.

## Geografie
Die Siedlung liegt im Oberpfälzer Jura auf circa 510 m ü. NHN auf einer bewaldeten Sanddüne zwischen dem Greißelbach im Norden und dem Döllwanger Bach im Süden.

## Geschichte
Bis zum 30. April 1978 war Hacklsberg ein Gemeindeteil der Gemeinde Döllwang und wurde mit dieser im Zuge der Gebietsreform in Bayern nach Deining eingemeindet. Der Ort entstand, als 1935 bis 1944 Neumarkter und Nürnberger Familien hier Wochenendhäuser errichteten und schließlich durch Kriegseinwirkungen ganz herzogen. 1964 wurde von der Gemeinde Döllwang ein Bebauungsplan mit 40 Baugrundstücken aufgestellt. Vier Jahre später wurde eine asphaltierte Straße zu der Waldsiedlung gebaut, die vorher nur über eine Schotterstraße zu erreichen war. 1988 wurde die Siedlung kanalisiert. Außer der Hauptstraße des Gemeindeteils, der Stocketstraße, gibt es, von dieser abzweigend, die Moosstraße und den Kochholzweg.

## Einwohnerentwicklung
- 1978: 73[3]
- 2017: 94[4]

## Verkehrsanbindung
Hacklsberg liegt an einer Stichstraße, der Stocketstraße, die nördlich von Döllwang von der Kreisstraße NM 13 in östliche Richtung abzweigt.